# Konoe Atsumaro
Konoe Atsumaro est un nom japonais traditionnel ; le nom de famille (ou le nom d'école), Konoe, précède donc le prénom (ou le nom d'artiste) Atsumaro.
Konoe Atsumaro, 1er duc Konoe (近衛 篤麿) (10 août 1863 - 1er janvier 1904) est un homme politique et journaliste japonais.
Il est le 29e chef de la famille Konoe.

## Biographie

### Jeunesse
Né à Kyoto, Konoe  est l'héritier de la puissante famille Konoe, l'une des cinq maisons de régence du clan Fujiwara. Durant sa jeunesse, son père Konoe Tadafusa meurt, il est donc élevé et adopté par son grand-père Konoe Tadahiro. Sa mère est une des filles de Shimazu Nariakira. De santé fragile, il a des problèmes à étudier à l'université et apprend l'anglais en autodidacte.

## Vie publique
Après la restauration de Meiji de 1868, la famille Konoe est désanoblie et reçoit le titre de duc (koshaku) selon le nouveau système de pairie kazoku. De 1885 à 1890, Konoe visite l'Europe et étudie à l'université de Bonn et à l'université de Leipzig en Allemagne. De retour au Japon, il devient membre de la chambre des pairs et président, en 1895, de l'école pour aristocrates Gakushūin.
Konoe devient plus tard le 3e président de la chambre des pairs et préside de la 10e à la 18e session du 3 octobre 1896 au 4 décembre 1903. À partir de 1903, il est en même temps membre du conseil privé.
Konoe est très critiqué pour ses politiques axées sur les clans, qui continuent à dominer la scène politique au Japon. En politique étrangère, Konoe est une figure centrale du mouvement pan-asiatique. Il fonde un mouvement politique pro-Asie appelé la « société de la culture commune d'Asie orientale » (東亜同文書院, Toa Dobun Shoin) qui prône la compréhension mutuelle et l'amélioration des relations entre le Japon et la Chine après la guerre sino-japonaise (1894-1895). La société fonde le « collège de la culture commune d'Asie orientale » (東亜同文書院, Toa Dobun Shoin) à Nankin en 1900 et qui déménage à Shanghai un an plus tard. L'école enseigne aux étudiants japonais désirant apprendre le mandarin et la culture chinoise et finance une école à Tokyo pour les étudiants chinois voulant effectuer des études supérieures au Japon. La société édite un journal universitaire ainsi qu'un « livre complet sur les conditions économiques en Chine » de 11 000 pages. Les diplômés des deux écoles sont ensuite très recherchés par l'armée japonaise, les services de renseignement japonais et les organisations ultranationalistes pour leur habilité dans les langues étrangères et leur connaissance importante de la Chine. Beaucoup des diplômés travaillent pour le gouvernement du Mandchoukouo durant les années 1930.
En août 1903, Konoe fonde la « société anti-Russie » (対露同志会, Tairo Doshikai) qui prône une politique étrangère agressive vis-à-vis de l'empire russe perçu comme une menace à l'indépendance de la Chine, de la Corée et du Japon. Konoe demande personnellement que le Japon déclare la guerre à la Russie mais meurt avant le déclenchement de la guerre russo-japonaise fin 1904.
Sa tombe se trouve au cimetière de la famille Konoe au Daitoku-ji de Kyoto.

## Distinctions

### Décorations japonaises
- Grand officier de l'Ordre du Soleil levant (28 décembre 1903)
- Chevalier de l'Ordre du Trésor sacré (3e classe) (26 juin 1903)

### Décorations étrangères

#### Dynastie Qing
- Chevalier de l'Ordre du Double Dragon (1re classe, 3e grade) (9 mars 1903)

#### Empire russe
- Chevalier de l'Ordre de Sainte-Anne (1re classe) (21 mai 1900)